# Марзіджаран
Марзіджаран (перс. مرزيجران) — село в Ірані, у дегестані Аміріє, у Центральному бахші, шахрестані Ерак остану Марказі. За даними перепису 2006 року, його населення становило 3081 особу, що проживали у складі 836 сімей.

## Клімат
Середня річна температура становить 13,44 °C, середня максимальна – 32,96 °C, а середня мінімальна – -9,21 °C. Середня річна кількість опадів – 286 мм.
| Клімат поселення                              | Клімат поселення | Клімат поселення | Клімат поселення | Клімат поселення | Клімат поселення | Клімат поселення | Клімат поселення | Клімат поселення | Клімат поселення | Клімат поселення | Клімат поселення | Клімат поселення | Клімат поселення |
| Показник                                      | Січ.             | Лют.             | Бер.             | Квіт.            | Трав.            | Черв.            | Лип.             | Серп.            | Вер.             | Жовт.            | Лист.            | Груд.            |                  |
| Середній максимум, °C                         | 8,33             | 10,60            | 16,13            | 20,67            | 25,31            | 32,11            | 32,96            | 31,90            | 27,16            | 21,32            | 14,69            | 8,35             |                  |
| Середня температура, °C                       | −0,45            | 1,83             | 7,36             | 11,89            | 16,54            | 23,34            | 27,04            | 25,95            | 21,22            | 15,39            | 8,75             | 2,40             |                  |
| Середній мінімум, °C                          | −9,21            | −6,94            | −1,42            | 3,14             | 7,77             | 14,56            | 21,10            | 20,02            | 15,28            | 9,45             | 2,82             | −3,53            |                  |
| Норма опадів, мм                              | 41               | 40               | 51               | 35               | 28               | 3                | 1                | 1                | 0                | 12               | 29               | 45               |                  |
| Середньомісячна швидкість вітру, м/с          | 2.12             | 2.06             | 2.77             | 3.35             | 2.87             | 2.61             | 2.63             | 2.48             | 2.29             | 2.24             | 1.86             | 1.99             |                  |
| Середньомісячна сонячна радіація, кДж/м²·день | 9151             | 12596            | 15042            | 18342            | 22327            | 26812            | 25778            | 24136            | 21156            | 15605            | 10998            | 8935             |                  |
| --------------------------------------------- | ---------------- | ---------------- | ---------------- | ---------------- | ---------------- | ---------------- | ---------------- | ---------------- | ---------------- | ---------------- | ---------------- | ---------------- | ---------------- |
| Джерело:                                      |                  |                  |                  |                  |                  |                  |                  |                  |                  |                  |                  |                  |                  |